# Isla Mujeres
Isla Mujeres es una ciudad que se encuentra en la isla del mismo nombre, ubicada en el mar Caribe, muy cerca de la península de Yucatán, al sureste de México. La isla constituye parte de uno de los once municipios del Estado de Quintana Roo, el municipio de Isla Mujeres (que incluye parte de territorio continental) y se ubica a trece kilómetros de la ciudad de Cancún, el principal polo turístico de la región. Fue fundada bajo el nombre de Dolores.
Sus aguas tibias y transparentes son el hogar perfecto para los delfines y tortugas, y nadar con ellos es una de las más atractivas actividades que pueden realizarse aquí. Para llegar a la isla, hay que tomar un ferri desde Puerto Juárez o un transbordador desde Punta Sam (autos); la travesía dura 15 minutos desde Puerto Juárez (Cancún) o 45 minutos desde Punta Sam. 

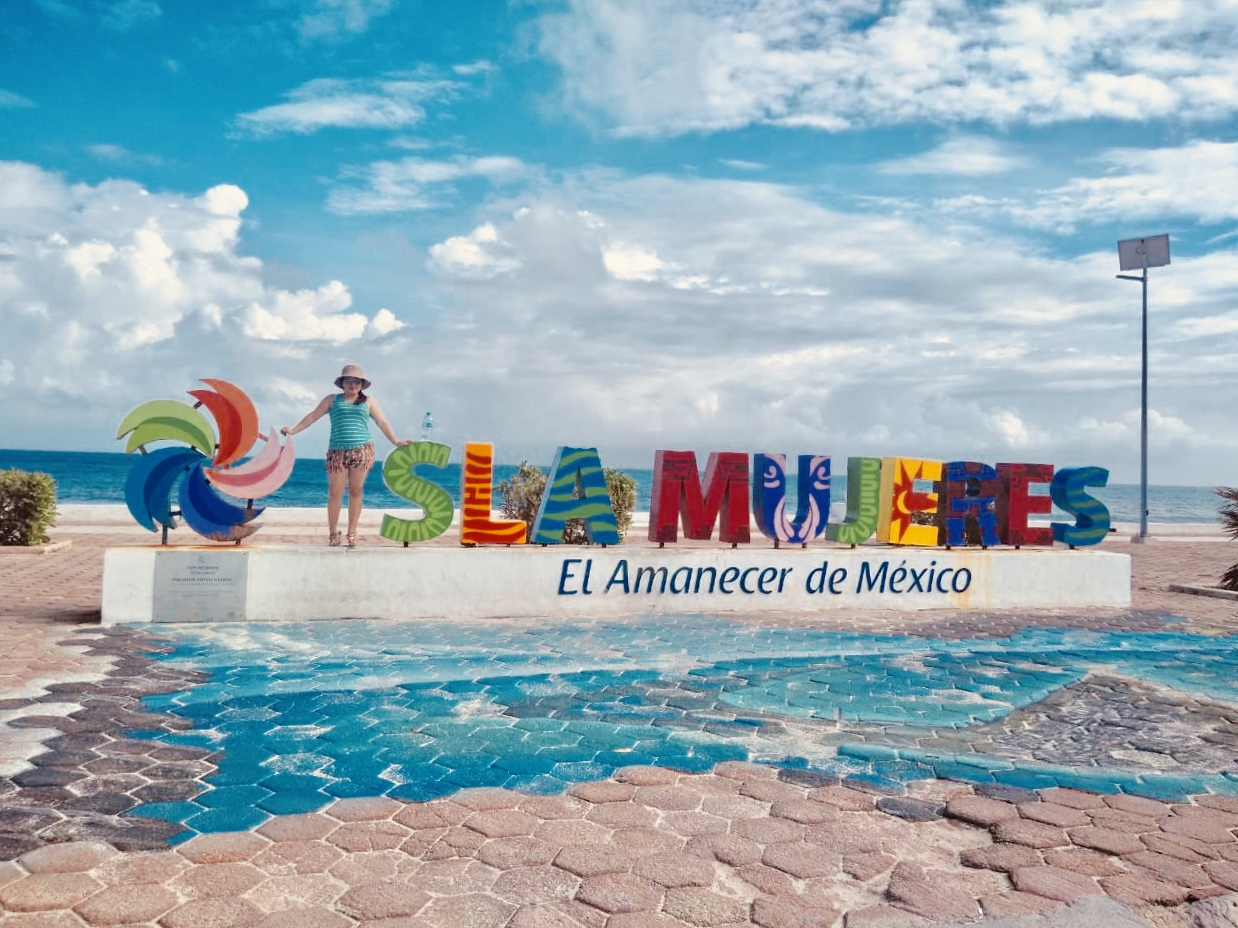
Isla Mujeres es una pequeña isla caribeña.

## Historia
La isla fue descubierta por la expedición de Francisco Hernández de Córdoba en 1517. En tiempos prehispánicos, la isla estaba consagrada a Ixchel, diosa maya de la Luna, el amor y la fertilidad, la cual recibía ofrendas con formas femeninas que los creyentes depositaban en sus playas. Al llegar los conquistadores españoles y observar las figuras, la bautizaron como Isla Mujeres.
En la punta sur de la isla hay vestigios de un templo maya. Los arqueólogos saben que Isla Mujeres fue un santuario dedicado a Ixchel, diosa maya de la fertilidad y que las féminas mayas debían hacer un peregrinaje a la isla como parte de su paso de niña a mujer. Hoy, el peregrinaje a la isla lo llevan a cabo los amantes de los animales marinos y de la belleza de su naturaleza tropical. Isla Mujeres fue también refugio y hogar de famosos piratas y de tratantes de esclavos, como Fermín Mundaca y Marecheaga. 

### Fundación de Dolores
Poco tiempo después de estallar la Guerra de Castas en el estado de Yucatán, pescadores mayas y yucatecos se establecen en la isla, fundando la población de Dolores el 17 de agosto de 1850.
Hacia 1867 Dolores ya era considerado un pueblo y municipalidad. Para el 28 de enero de 1891 era considerado cabecera del Partido de las Islas de Yucatán. La isla empezó a tomar una gran importancia rumbo al turismo, marcando así su nuevo comienzo. El 12 de enero de 1975, Isla Mujeres se erige cabecera del municipio del mismo nombre, uno de los siete que nacieron junto con el ya oficializado Estado Libre y Soberano de Quintana Roo.

## Atractivos

### Hacienda Mundaca
Enclavados en el centro geográfico de Isla Mujeres, existen los vestigios de lo que fue una hacienda agrícola y ganadera conocida hoy, popularmente, como “La Hacienda del Pirata Mundaca”. Su edificación data de la segunda mitad del siglo XIX y es atribuida al español Fermín Mundaca y Marecheaga, quien radicó aparentemente en la ínsula en el año de 1858, siendo relacionado en esos años de la Guerra de Castas con el tráfico de prisioneros mayas a Cuba.[cita requerida]
De acuerdo con el Archivo Eclesiástico de la Provincia de Vizcaya, Mundaca nació en la Villa de Bermeo, de Santa María, de esa provincia española, el 11 de octubre de 1825. Su llegada a América no se ha establecido con exactitud, aunque debió ocurrir entre 1840 y 1845, cuando muchos españoles, particularmente de la citada provincia de Vizcaya, emigraron a consecuencia de la severa crisis económica que vivió esa región española. Luego de permanecer algunos años en Cuba, debió trasladarse a Isla Mujeres aprovechando los permisos de pesca especial y exclusiva que el gobierno yucateco extendió a cubano-españoles, como Francisco Martí y Torrens en 1847.
Mundaca realizó su obra arquitectónica entre 1862 y 1876, según inscripciones en la propia hacienda, la cual dedicó a una mujer nativa: Martiniana Gómez Pantoja, más conocida como “La Trigueña”. Cuenta el testimonio oral que la isleña nunca le correspondió, y que Mundaca, cansado de insistir, enfermó de amor y murió.

### Punta Sur
En este sitio se encuentran vestigios arqueológicos del templo a Ixchel, la diosa Maya del amor y la fertilidad, así como un Espacio Escultórico. Punta Sur se encuentra en la zona meridional de la Isla, en la parte más alta de la misma que alcanza los 20 metros sobre el nivel del mar. Es una formación natural contigua al arrecife Garrafón, que brinda una vista del mar Caribe, de la isla de Cancún y de la propia bahía de Isla Mujeres.

### Cruz de la Bahía
El 17 de agosto, como parte de la celebración del año de la fundación de Isla Mujeres (1857), se colocó una cruz de bronce en el arrecife manchones. La Cruz de la Bahía mide 3 metros de altura y pesa cerca de una tonelada. A 12 metros de profundidad se le rinde tributo y reconocimiento a los hombres y mujeres fallecidos en el mar.

### Tortugranja
Isla Mujeres es una zona natural para las tortugas, que llegan a desovar entre los meses de mayo y septiembre. Por muchos años, las tortugas de mar fueron cazadas por su carne, su caparazón y sus huevos. Las leyes federales mexicanas ahora las protegen. Los huevos se colocan en zonas seguras para mantenerlos a salvo de depredadores. Después de su nacimiento, las tortugas se instalan en estanques y son acompañadas hasta el mar por los niños de las escuelas locales y los turistas, que las ayudan a regresar a su hábitat marino.

### Parque Garrafón
Garrafón es un parque natural de Isla Mujeres, y debe su nombre a un arrecife invaluable que, por su mínima profundidad y suave corriente, permite acercarse a la vida subacuática del mar Caribe. Se ubica en la punta sur de la isla, a 6 km del centro. Cuenta con un majestuoso arrecife de coral en el que se practica el buceo y el snorkel, permitiendo una observación cercana de la gran diversidad de especies marinas que ahí habitan.

### Arrecife Manchones
Se localiza a 8 km al sur del muelle de Isla Mujeres, muy cerca de la Punta sur de la isla, en lancha. Cuenta con un banco de coral de 12 km de largo por 700 m de ancho, en el que se puede bucear.

### Cueva de los tiburones dormidos
Se ubica al este de Isla Mujeres. En este lugar, rodeado de formaciones de coral, se practica el buceo.

### Museo Subacuático de Arte (MUSA)
Más de 440 esculturas se encuentran sumergidas en el área de exhibición de Manchones cerca del sur de Isla Mujeres y 17 esculturas en el área de Nizuc al sur de Cancún. Todas se hallan en el parque nacional Costa Occidental de Isla Mujeres, Punta Cancún y Punta Nizuc, a fin de reducir el número de visitantes que tienen acceso a los arrecifes naturales del parque marino. Los fundadores del MUSA son el director del parque marino, Dr. Jaime González Cano; el escultor británico Jason deCaires Taylor y su presidente fundador Lic. Roberto Díaz Abraham. MUSA fue inaugurado el 27 de noviembre de 2010. A fines de junio de 2012, estarán sumergidas más de 500 esculturas en ambas salas de exhibición.

### Playas Blue Flag
Desde 2005, las playas de Isla Mujeres han recibido la certificación  Blue Flag (Bandera Azul) otorgada por la Fundación Europea de Educación Ambiental a la playas que han alcanzado la excelencia en la gestión y el manejo ambiental, la seguridad y los servicios, la aplicación de actividades de educación ambiental y la calidad de agua. Esta certificación es evaluada cada año.
- Playa Centro. Desde 2015
- Playa Norte. Desde 2018
- Playa Albatros. Desde 2018

## Personajes destacados
- Fermín Antonio de Mundaca y Maréchega, pirata, arquitecto, comerciante, escultor, pintor, poeta, agricultor.
- Ramón Bravo, oceanógrafo, científico, camarógrafo y escritor mexicano.
- Fabio Martínez Castilla, arzobispo de Tuxtla Gutiérrez.
- Aldahir, cantante mexicano.